# FiNAL DANCE/nerve
「FiNAL DANCE/nerve」（ファイナルダンス/ナーヴ）は、BiSのメジャー・デビュー6枚目にしてラスト・シングル。2014年5月28日にavex traxから発売された。

## 概要
LIVE盤（CD+DVD、AVCD-83015/B）、MUSIC VIDEO盤（CD+DVD、AVCD-83016/B）、CD盤（CDのみ、AVCD-83017）の3タイプがある。それぞれ初回限定盤と通常盤でジャケット写真が異なる仕様になっている。LIVE盤の初回盤は“夏だビキニだギラギラ仕様”となっている。
ミュージックカードは各メンバー別6種類と、全員Ver.3種類、計9種類が存在する。
BiSとして第1期最後のシングルであり、「nerve」は最終在籍メンバーによる新録である。

## 収録内容

### CD
1. FiNAL DANCE
作詞：BiS 作曲・編曲：松隈ケンタ
2. nerve
作詞：久保田洋司 作曲：miifuu・編曲：Schtein & Longer
3. FiNAL DANCE -Acappella-
4. nerve -Acappella-
5. FiNAL DANCE -Instrumental-
6. nerve -Instrumental-

### DVD

#### LIVE盤
- BiS after all EXTRA@O-EAST

1. primal.2
2. DiE
3. STUPiG
4. no regret
5. マグマト
6. GET YOU
7. MURA-MURA
8. MMGK
9. BiSimulation
10. BiSimulation
11. ERROR
12. nasty face
13. Fly
14. Hi
15. Hide out cut
16. プライマル。
17. I wish I was SpecIaL
18. Give me your love 全部
19. PPCC
20. nerve
21. IDOL
22. primal.

※2014年3月3日、渋谷O-EASTにて行われたNAMBA69とのツーマンライブの模様を収録。

#### MUSIC VIDEO盤
1. MUSIC VIDEO “FiNAL DANCE”
2. “FiNAL DANCE” メイキング映像

### 初回封入特典
- ミニ生写真(7種ランダム封入) ※ミュージックカードを除く各タイプ共に。